# Microhyla superciliaris
Espèce
Statut de conservation UICN

 LC  : Préoccupation mineure
Microhyla superciliaris est une espèce d'amphibiens de la famille des Microhylidae.

## Répartition
Cette espèce se rencontre, :
- en Malaisie péninsulaire ;
- sur l'île de Sumatra en Indonésie.

## Publication originale
- Parker, 1928 : The brevicipitid frogs of the genus Microhyla. The Annals and Magazine of Natural History, sér. 10, vol. 2, p. 473-499.